# 플루악 댕 라용 유나이티드 FC
플루악 댕 라용 유나이티드 FC(태국어: สโมสรฟุตบอลปลวกแดง ยูไนเต็ด) 또는 구 쁘라찐부리 FC(태국어: สโมสรฟุตบอลปลวกแดง ยูไนเต็ด)는 2012년 쁘라찐 부리 주에서 이전한 후 라용 주에 연고지를 둔 태국의 프로축구 클럽이다. 이 클럽은 현재 태국 리그 3 동부 지역에 소속 되어 있다.
이 클럽은 현재 Selangor의 샤알람에 기반을 둔 말레이시아 공립 대학인 Universiti Teknologi MARA 의 관할하에 소속되어 있다.

## 선수 명단

### 역대
- 노용훈(2013 ~ 2014)